# Werner Bartels (Handballspieler)
Werner Bartels (* 11. Juni 1939; † 5. April 2022) war ein deutscher Handballspieler und Handballtrainer.

## Leben
Bartels begann 1952 bei der Turngemeinde Witten von 1848 mit dem Handball. Daneben spielte er zunächst auch noch Fußball, entschied sich aber trotz eines Angebots bei Borussia Dortmund zu spielen, für den Handball, weil er zu diesem Zeitpunkt eine Einladung für die Feldhandball-Westfalenauswahl erhalten hatte. 1958 bestritt er sein erstes Länderspiel für die deutsche Nationalmannschaft, mit der er an der Feldhandball-Weltmeisterschaft 1963 in der Schweiz sowie an den Weltmeisterschaften 1964 in der Tschechoslowakei und 1967 in Schweden teilnahm. Insgesamt bestritt Bartels 60 Länderspiele, in denen er 100 Tore erzielte. Sein letztes Spiel im DHB-Team war der 20:19-Sieg über die Sowjetunion am 11. Februar 1968 in der Dortmunder Westfalenhalle, bei dem er fünfmal traf. In der  Saison 1968/69 war Bartels Spielertrainer beim Bundesligisten RSV Mülheim, danach beendete er seine Handballerkarriere aus beruflichen Gründen.
Bartels war verheiratet und hatte zwei Kinder.